# Anyphops whiteae
Espèce
Synonymes
- Selenops whiteae Pocock, 1902

Anyphops whiteae est une espèce d'araignées aranéomorphes de la famille des Selenopidae.

## Distribution
Cette espèce est endémique du Cap-Oriental en Afrique du Sud,.

## Description
Le mâle holotype mesure 12 mm. La femelle décrite par Lawrence en 1940 mesure 13,7 mm.

## Publication originale
- Pocock, 1902 : Descriptions of some new species of African Solifugae and Araneae. Annals and Magazine of Natural History, sér. 7, vol. 10, p. 6-27 (texte intégral).